# Mohyliw-Podilskyj
Mohyliw-Podilskyj (ukrainisch Могилів-Подільський, russisch Могилёв-Подольский Mogiljow-Podolski, polnisch Mohylów Podolski, rumänisch Moghilǎu) ist eine etwa 30.000 Einwohner zählende Stadt (Stand: 2019) und das Rajonzentrum des gleichnamigen Rajons Mohyliw-Podilskyj in der ukrainischen Oblast Winnyzja an der Grenze zwischen der Republik Moldau und der Ukraine.

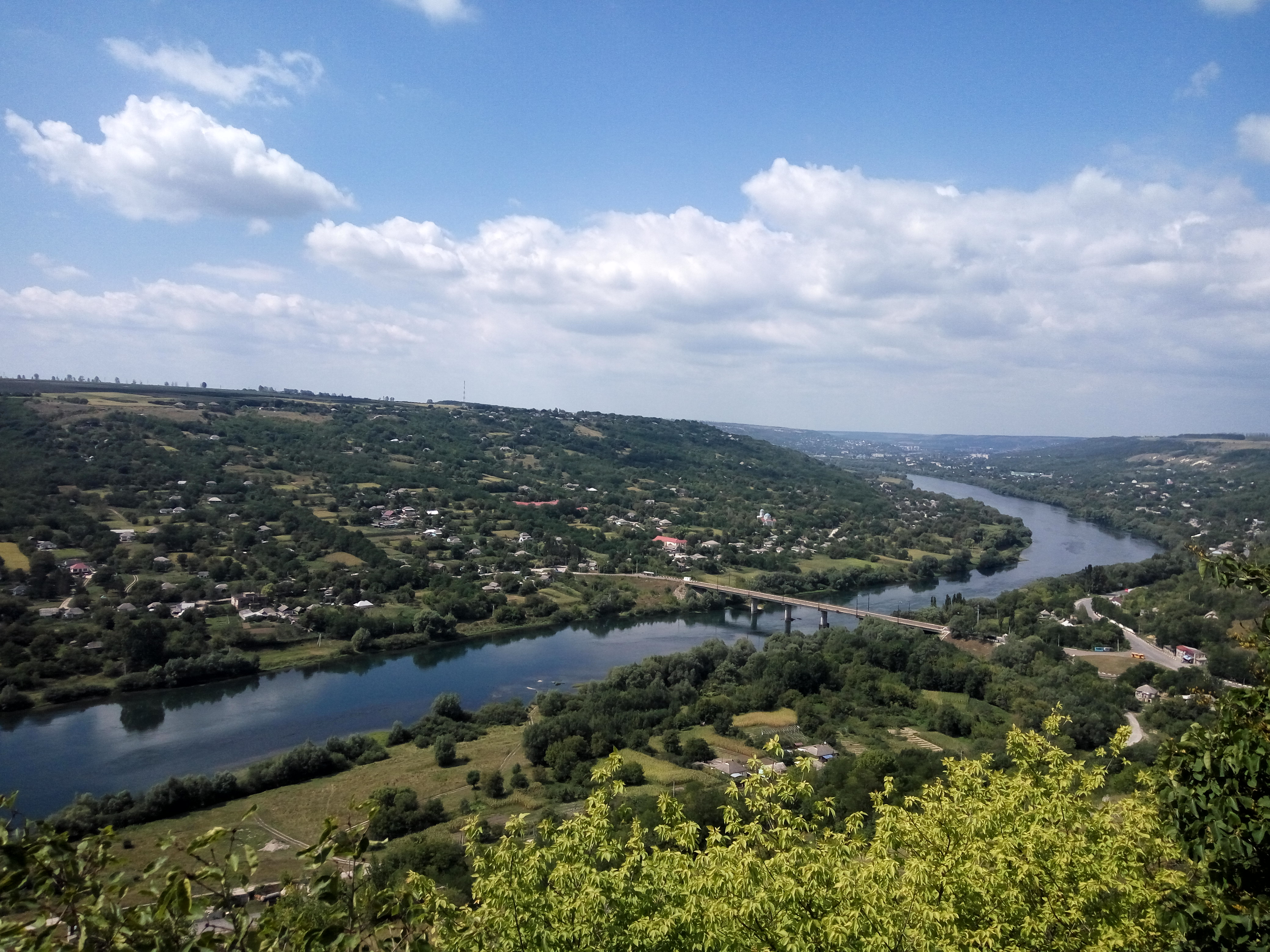
Blick auf die Stadt

Mohyliw-Podilskyj liegt im Herzen Podoliens am Ufer des Dnister als Grenzstadt gegenüber der im moldauischen Rajon Ocnița gelegenen Stadt Otaci.
Erstmals urkundlich erwähnt wurde Mohyliw-Podilskyj 1595, als es der moldauische Fürst Jeremia Movilă seiner Tochter bei der Einheirat in die polnische Adelsfamilie Potocki zur Mitgift gab. Der Bräutigam schließlich benannte die Stadt daraufhin nach seinem Schwiegervater Jeremia Movilă.
Der Zusatz Podilskyj (ukrainisch Поділля Podillja) bezeichnet lediglich den die Stadt umgebenden Landstrich, um eine Verwechslung mit der gleichnamigen Großstadt im Osten von Belarus (Mogiljow oder Mahiljou) zu vermeiden.

## Getto von Mohyliw-Podilskyj
Nach dem Überfall auf die Sowjetunion 1941 wurde Mohyliw-Podilskyj von Rumänien verwaltet und gehörte zum Gouvernement Transnistrien. Die Stadt war bei der Einnahme durch Beschuss und Bombardierung stark zerstört worden. Das Ruinenviertel wurde zum jüdischen Getto erklärt und abgeriegelt.
Zu Beginn waren in dem Getto 30.000 Menschen interniert, von denen bald viele verhungerten, an Krankheiten starben und im Winter erfroren. Immer wieder wurden erneut Menschen dorthin deportiert. Als das Getto 1944 von der Roten Armee befreit wurde, hatten etwa 10.000 Gefangene überlebt; insgesamt sind circa 40.000 Menschen dort gestorben.
Der Schriftsteller Edgar Hilsenrath war mit Mutter, Bruder und Onkel unter den Internierten. Er verarbeitete seine Erlebnisse in dem Roman Nacht.

## Verwaltungsgliederung
Am 12. Juni 2020 wurde die Stadt zum Zentrum der neugegründeten Stadtgemeinde Mohyliw-Podilskyj (Могилів-Подільська міська громада/Mohyliw-Podilska miska hromada). Zu dieser zählen auch die 20 in der untenstehenden Tabelle aufgelisteten Dörfer sowie die Ansiedlungen Koschtulja, Kryschtofiwka, Nowa Hryhoriwka, Odaja und Sonjatschne, bis dahin bildete sie zusammen mit den Ansiedlungen Odaja und Sonjatschne die gleichnamige Stadtratsgemeinde Mohyliw-Podilskyj (Могилів-Подільська міська рада/Mohyliw-Podilska miska rada) unter Oblastverwaltung im Süden des ihn umgebenden Rajons Mohyliw-Podilskyj.
Am 17. Juli 2020 kam es im Zuge einer großen Rajonsreform zum Anschluss des Rajonsgebietes an den Rajon Mohyliw-Podilskyj.
Folgende Orte sind neben dem Hauptort Mohyliw-Podilskyj Teil der Gemeinde:
| Name                     | Name                 | Name                                             |
| ukrainisch transkribiert | ukrainisch           | russisch                                         |
| ------------------------ | -------------------- | ------------------------------------------------ |
| Bronnyzja                | Бронниця             | Бронница (Bronniza)                              |
| Hruschka                 | Грушка               | Грушка (Gruschka)                                |
| Hryhoriwka               | Григорівка           | Григоровка (Grigorowka)                          |
| Iwoniwka                 | Івонівка             | Ивоновка (Iwonowka)                              |
| Jaruha                   | Яруга                | Яруга (Jaruga)                                   |
| Karpiwka                 | Карпівка             | Карповка (Karpowka)                              |
| Koschtulja               | Коштуля              | Коштуля                                          |
| Kryschtofiwka            | Криштофівка          | Крыштофовка (Kryschtofowka)                      |
| Nemija                   | Немія                | Немия                                            |
| Nowa Hryhoriwka          | Нова Григорівка      | Новая Григоровка (Nowaja Grigorowka)             |
| Odaja                    | Одая                 | Одая                                             |
| Oleniwka                 | Оленівка             | Оленовка (Olenowka)                              |
| Osarynzi                 | Озаринці             | Озаринцы (Osarinzy)                              |
| Petriwka                 | Петрівка             | Петровка (Petrowka)                              |
| Pylypy                   | Пилипи               | Пилипы (Pilipy)                                  |
| Sadkiwzi                 | Садківці             | Садковцы (Sadkowzy)                              |
| Sadky                    | Садки                | Садки (Sadki)                                    |
| Schlyschkiwzi            | Шлишківці            | Шлышковцы (Schlyschkowzy)                        |
| Serebrija                | Серебрія             | Серебрия                                         |
| Skasynzi                 | Сказинці             | Сказинцы (Skasinzy)                              |
| Sloboda-Schlyschkowezka  | Слобода-Шлишковецька | Слобода-Шлышковецкая (Sloboda-Schlyschkowezkaja) |
| Sonjatschne              | Сонячне              | Солнечное (Solnetschnoje)                        |
| Subotiwka                | Суботівка            | Субботовка (Subbotowka)                          |
| Wilne                    | Вільне               | Вольное (Wolnoje)                                |
| Wojewodtschynzi          | Воєводчинці          | Воеводчинцы (Wojewodtschinzy)                    |

## Söhne und Töchter der Stadt
- Witold Maliszewski (1873–1939), polnischer Komponist und Musikpädagoge
- Leonid Mossends (1897–1948), ukrainischer Dichter, Schriftsteller, Übersetzter und Humorist
- Boris Baschanow (1900–1982), sowjetischer Politiker
- Jewgeni Sawoiski (1907–1976), russischer Physiker

## Städtepartnerschaften
- Bachmut, Ukraine
- Kosjatyn, Ukraine
- Końskie, Polen
- Połaniec, Polen
- Środa Wielkopolska, Polen
- Bălți, Republik Moldau
- Pitești, Rumänien
- Šaľa, Slowakei
- Cavriglia, Italien